# Dear Jack
Dear Jack — итальянская поп-рок группа, образованная в 2012 году в Риме. В 2013 году музыканты стали финалистами популярного итальянского талант-шоу «Amici di Maria De Filippi». Также группе удалось занять 7 место на престижном музыкальном фестивале в Сан-Ремо в 2015 году с песней «Il mondo esplode tranne noi».

## История

### Ранние годы (2012—2013)
Группа образовалась в 2012 году по инициативе гитариста Франческо Пьероцци и экс-фронтмена Алессио Бернабея. Позже к группе присоединились гитарист Лоренцо Кантарини, басист Алессандро Прести и барабанщик Риккардо Рую. Название группы является отсылкой к Джеку Скеллингтону (главный герой кукольного мультфильма «Кошмар перед Рождеством»).
В 2013 году музыканты стали финалистами популярного итальянского талант-шоу «Amici di Maria De Filippi», а также получили главный приз журналистов на сумму € 50 000.

### Domani è un altro film (Prima parte) (2014)
6 мая 2014 группа выпускает свой дебютный альбом Domani è un altro film (Prima parte). Уже через месяц альбом был сертифицирован платиной FIMI, было продано более 50000 копий. Продюсерами альбома стали Энрико Пальмози, Сабатино Сальвати, Дьего Кальветти и Кекко Сильвестре.

### Domani è un altro film (Seconda parte) (2015)
14 декабря 2014 становится известно о том, что группа примет участие в фестивале в Сан-Ремо с песней «Il mondo esplode tranne noi». Песня стала первым синглом со второго альбома Domani è un altro film (Seconda parte). На фестивале в Сан-Ремо, который проходил с 10 по 14 февраля, группа заняла 7 место.
В записи второго альбома приняли участие Кекко Сильвестре, Бунгаро, Пьеро Ромителли, Эмилио Мунда и Роберто Казалино.

### Уход из группы Алессио, Mezzo respiro (2015 — настоящее время)
23 сентября 2015 года Алессио Бернабей объявляет об уходе из группы и начале сольной карьеры. Как сообщила пресс-служба группы, данное решение было принято Алессио совместно с остальными музыкантами Dear Jack. 2 октября 2015 был объявлен новый солист, им стал Лейнер Рифлесси.
13 декабря 2015 группа объявляет о своем участие в 66-м фестивале в Сан-Ремо с песней «Mezzo respiro». Выход одноименного альбома запланирован на 12 февраля 2016 года.

## Состав группы
Текущий состав
- Лоренцо Кантарини – вокал (2017 - наст. вр.), гитара (2013 - наст. вр.)
- Франческо Пьероцци - гитара и акустическая гитара (2012 - наст. вр.)
- Алессандро Прести – бас-гитара (2013 - наст. вр.)
- Риккардо Рую – ударные (2013 - наст. время), бэк-вокал (2017- наст. вр.)

Бывшие участники
- Алессио Бернабей – вокал (2012 - 2015)
- Лейнер Рифлесси – вокал (2015 - 2017)

## Дискография
Студийные альбомы
- Domani è un altro film (Prima parte) (2014)
- Domani è un altro film (Seconda parte)  (2015)
- Mezzo respiro (2016)
- Non è un caso se... (2018)